# کادیلاک بی‌ال‌اس
کادیلاک بی‌ال‌اس (به انگلیسی: Cadillac BLS) یک خودروی اجرایی کامپکت است که در اروپا توسط کادیلاک به بازار عرضه شد و معماری اپسیلون جنرال موتورز را به‌عنوان یک نسخهٔ تغییریافته از ساب ۳–۹ به اشتراک گذاشت. توسعه توسط ساب انجام شد و این خودرو در ترولهتان، سوئد، در کنار ساب ۳–۹ و ساب ۵–۹ تولید شد. فروش سالن در مارس ۲۰۰۶ آغاز شد، با پیوستن یک ملک به خط برای سال ۲۰۰۷. از سال ۲۰۰۷، بی‌ال‌اس در خاورمیانه، مکزیک، آفریقای جنوبی و کره جنوبی فروخته شد. هرگز در ایالات متحده یا کانادا فروخته نشد.
تولید بی‌ال‌اس در سال ۲۰۰۶ به ۳٬۲۵۷ و در سال ۲۰۰۷ به ۲٬۷۷۲ رسید. تولید در سال ۲۰۰۹ به پایان رسید.